# Leopold Leonhard Raymund z Thun-Hohensteinu
Leopold Leonhard Raymund hrabě z Thun-Hohensteinu (německy Leopold Leonhard Raymund von Thun und Hohenstein, 17. duben 1748, Děčín – 22. říjen 1826, zámek Cibulka, Košíře, Praha) byl český šlechtic a římskokatolický duchovní, v letech 1796-1823 vykonával úřad pasovského biskupa.

## Život
Byl dvanáctým dítětem Jana Josefa Antonína z Thun-Hohensteinu a jeho manželky Marie Christiany z Hohenzollern-Hechingenu. V roce 1796 se stal pasovským biskupem. Byl posledním biskupem pasovské diecéze, kterému náležel knížecí titul.
Když bylo 22. února 1803 pasovské knížectví rozděleno mezi dvě kurfiřtství, Toskánsko a Bavorsko, došlo ke sporu mezi Thunem a bavorským ministrem Maxmilianem von Montgelas. Thun opustil Pasov a své úřední pravomoci předal svému generálnímu vikáři a duchovnímu radovi. Biskupské pravomoci předal světícímu biskupovi Karlu Kajetánu von Gaisruck.

## Závěr života
Thun pak až do své smrti žil v košířské usedlosti Cibulka, kterou koupil za 112 000 zlatých. Když se biskup Gaisruck stal v roce 1818 milánským arcibiskupem, nabídl Thun Svatému stolci svůj návrat do Pasova, jeho nabídka však nebyla využita.
Hrabě z Thun-Hohensteinu byl pohřben na malostranském hřbitově. Kovový pomník na jeho náhrobku, ztvárňující klečícího biskupa, je dílem Václava Prachnera.

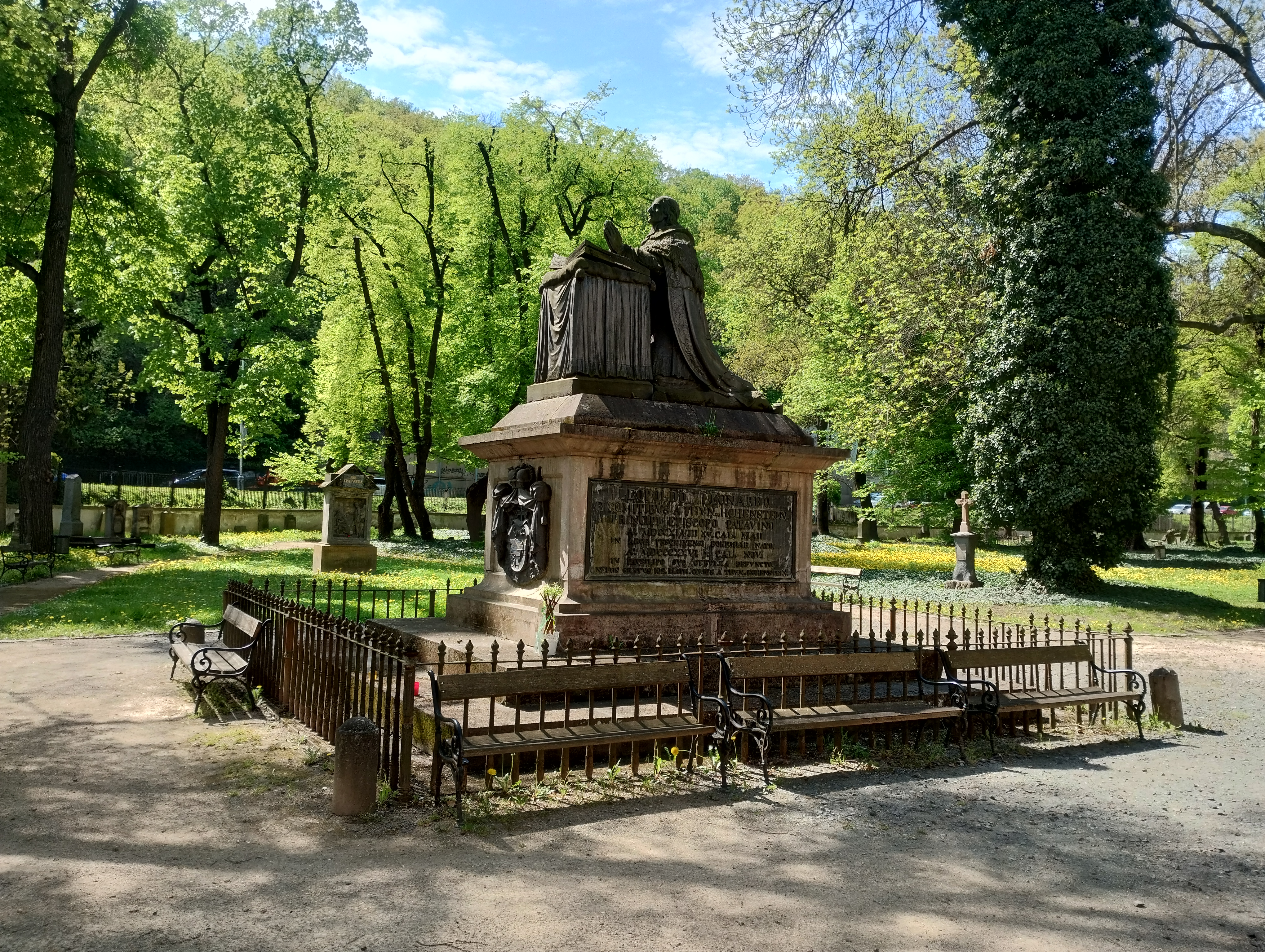
Náhrobek biskupa Thun-Hohensteina na Malostranském hřbitově v Praze-Košířích